# Tractament de ferides amb pressió negativa

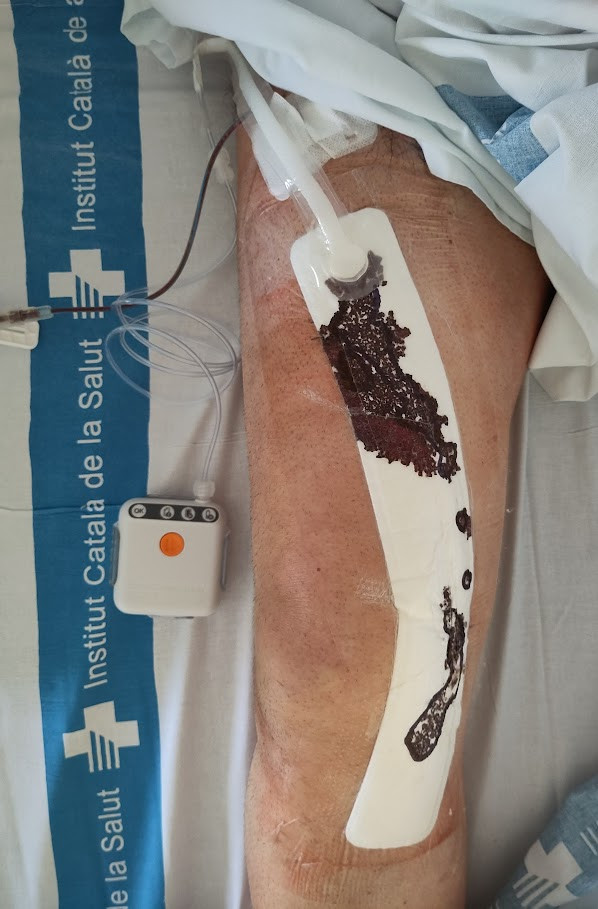
Sistema de pressió negativa utilitzat en una ferida quirúrgica al genoll i cuixa drets. L'apòsit està tacat de sang. La petita bomba d'aspiració es mostra a l'esquerra (i mig) de la foto, així com un drenatge subcutani (dalt). Home de 65 anys.

El tractament de ferides amb pressió negativa (TFPN, a vegades conegut per les sigles en anglès VAC o vacuum assisted closure) és una tècnica terapèutica que utilitza una bomba d'aspiració, tubs i un apòsit per eliminar l'excés d'exsudat i promoure la guarició de les ferides agudes o cròniques i de les cremades de segon i tercer grau. El tractament implica l'aplicació controlada de pressió subatmosfèrica a l'entorn local de la ferida mitjançant un apòsit segellat connectat a una bomba de buit. L'ús d'aquesta tècnica en el tractament de ferides va començar a la dècada de 1990 i sovint es recomana per al tractament d'una sèrie de ferides, com ara ferides quirúrgiques amb dehiscència, ferides quirúrgiques tancades, ferides abdominals obertes, fractures obertes, lesions per pressió o úlceres per pressió, úlceres del peu diabètic, úlceres per insuficiència venosa, alguns tipus d'empelts de pell, cremades, ferides esternals. També es pot considerar després d'una cirurgia neta en una persona obesa.
El TFPN es realitza aplicant un buit a través d'un apòsit especial segellat. El buit continuat extreu líquid de la ferida i augmenta el flux sanguini a la zona. El buit es pot aplicar de manera continuada o intermitent, depenent del tipus de ferida que es tracta i dels objectius clínics. Normalment, l'apòsit es canvia de dues a tres vegades per setmana. Els apòsits utilitzats per a la tècnica inclouen apòsits d'escuma i gasa, segellats amb un apòsit oclusiu destinat a contenir el buit al lloc de la ferida. Quan els dispositius de TFPN permeten el lliurament de líquids, com ara solució salina o antibiòtics per irrigar la ferida, l'eliminació intermitent del líquid usat permet la neteja i el drenatge del llit de la ferida.